# Tonář

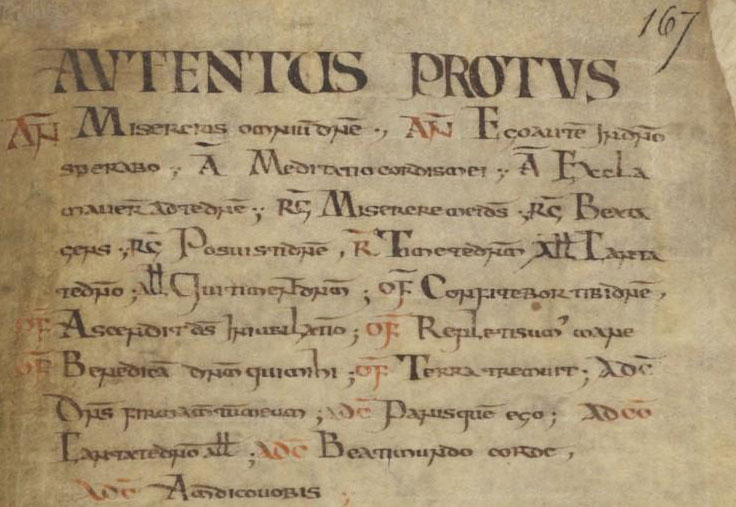
Fragment nejstaršího dochovalého tonáře ze Saint-Riquieru

Tonář, či tonarium, tonarius nebo tonale, je soustava gregoriánských zpěvů tónových stupnic (modů), jak se praktikoval již od raného středověku.
Dějiny tonáře jako chorálně-didaktického díla začínají v 9. století a končí v pozdním středověku. Tonáře jsou významnými pomocníky pro výzkum sporných tonalit jednotlivých melodií a slouží k výuce chorální teorie.
Význačnými autory byli Regino z Prümu, Hartker od sv. Havla, Odo z Cluny, či Berno z Reichenau.